# Parque de Yumenoshima
Parque de Yumenoshima (en japonés: 夢の島公園, Yumenoshima Kōen) es un parque deportivo ubicada en la isla de Yumenoshima, distrito de Kōtō, Tokio. Es la sede de las competencias de arquería en los Juegos Olímpicos de Tokio 2020. Los terrenos del parque de Yumenoshima fueron un tiradero de basura que funcionó de 1957 a 1967. 

## Descripción
El parque de Yumenoshima se encuentra en la isla del mismo nombre, edificada en terrenos ganados al mar. En 1988 fue inaugurada la Cúpula del Invernadero Tropical de Yumenoshima. En 1996 fue abierto el Estadio Atlético de Yumenoshima, mismo que tiene una capacidad de 5 050 personas. Asimismo aloja el Centro Cultural Deportivo de Tokio, así como el museo que aloja el Daigo Fukuryū Maru, un barco que recibió los efectos de una bomba de hidrógeno en el atolón Bikini (islas Marshall) el 1 de marzo de 1954.
Cuenta con una pista de atletismo, un área para asadores y amplios jardines de cerezos.